# Proechimys brevicauda
Espèce
Statut de conservation UICN

 LC  : Préoccupation mineure
Proechimys brevicauda est une espèce de mammifères rongeurs de la famille des Echimyidae qui regroupe des rats épineux originaires d'Amérique latine.

## Synonymes
- Proechimys bolivianus Thomas, 1901
- Proechimys elassopus Osgood, 1944
- Proechimys gularis Thomas, 1911
- Proechimys securus Thomas, 1902